# Ulpiano de Samósata
Ulpiano (em latim: Ulpianus) foi um oficial romano do século IV, ativo durante o reinado dos imperadores Constâncio II (r. 361–363), Juliano, o Apóstata (r. 361–363), Valentiniano I (r. 364–375) e Valente (r. 364–378). Foi um retor e serviu em vários ofícios durante os três anos nos quais se há notícia de sua carreira. Foi destinatários de várias epístola de Libânio.

## Vida
Ulpiano talvez era nativo de Samósata, em Eufratense, e era irmão de Paládio. Segundo Libânio, tinha negócios com seu irmão em Samósata e era retor. Antes de 361, foi oficial, mas é incerto em qual posição. Como atestado em várias outras epístolas de Libânio, foi governador da Capadócia entre 361 e 363 e em 363 estava em Antioquia. Entre 363-364, foi governador da Arábia e como parece que tinha como parte de seus deveres a condução de incursões militares talvez era duque e presidente. Libânio afirma que assumiu a posição na primavera, após um difícil inverno, e que odiava a província. Segundo o mesmo autor, teve que disciplinar as cidades, e foi bem sucedido, bem como recebeu o antigo oficial na Arábia, Harmônio. Em 364, tornou-se governador da Fenícia, talvez consular, em sucessão a Mário. Durante o tempo que ocupou esses ofícios recebeu as epístolas 1155, 1206 (de 363/364), 1273, 1276, 1281, 1282, 1285, 1289 e 1302 (todas de 364) de Libânio.